# Quyền tự nhiên
Quyền tự nhiên là những quyền được cho là quan trọng cho mọi con người, loài động vật hoặc thậm chí là mọi sinh vật. Những người theo học thuyết về quyền tự nhiên cho rằng quyền con người là những gì bẩm sinh, vốn có mà mọi cá nhân sinh ra đều được hưởng chỉ đơn giản bởi họ là thành viên của gia đình nhân loại. Các quyền con người, do đó, không phụ thuộc vào phong tục, tập quán, truyền thống văn hóa hay ý chí của bất cứ cá nhân, giai cấp, tầng lớp, tổ chức, cộng đồng hay nhà nước nào.
Khái niệm về quyền tự nhiên đã thay đổi trong suốt lịch sử nhân loại. Ý tưởng này xuất hiện từ thời thời cổ đại, nhưng nổi tiếng nhất là do sự thảo luận bởi nhà triết học người Anh John Locke. J. Locke nói rằng các quyền tự nhiên quan trọng nhất là "quyền sống, tự do và sở hữu". Trong Tuyên ngôn Độc lập Hoa Kỳ năm 1776, các quyền tự nhiên được bao gồm là "quyền sống, tự do và mưu cầu hạnh phúc". Ý tưởng này cũng được nêu trong Tuyên ngôn nhân quyền và dân quyền của Pháp năm 1789.
J. Locke, Th. Jefferson và những người khác cho rằng mục đích của chính phủ là bảo vệ quyền tự nhiên của người dân thông qua hợp đồng xã hội (khế ước xã hội), một thỏa thuận ngầm giữa các thành viên trong xã hội để hợp tác vì lợi ích xã hội.
Quyền tự nhiên là học thuyết có vai trò quan trọng bảo vệ con người trước sự xâm phạm của các chế độ, nhà nước độc đoán, tùy tiện giới hạn quyền con người.